# Gjin Bua Shpata
Gjin Bua Shpata (... – 1399) è stato un politico albanese, governatore del Despotato di Arta Apparteneva alla famiglia nobile dei Bue Shpata..
Egli fu despote di Argirocastro e Acheloos (1358-1399), signore di Arta (1375) e Signore di Lepanto.

## Governatore e despota di Arta
Nell'estate del 1358, Niceforo II d'Epiro, l'ultimo Despotato d'Epiro che appartenne alla dinastia Orsini, combatté con i  capi Albanesi in Acheloos, Acarnania. I capi Albanesi vinsero la guerra e riuscirono a creare due nuovi stati nel sud dell'Epiro.
Dopo la caduta della dinastia Orsini del Despotato d'Epiro, i signori Servi di Stefano Uroš IV Dušan, divisero il territorio tra di loro ed i capi Albanesi che supportarono la campagna Serba.
Il primo dei due Stati ebbe la sua capitale in Arta e fu sotto il controllo del nobile Albanese Peter Losha. Il secondo accentrato in Angelocastro, fu governato da Gjin Bua Shpata. Dopo la morte di Peter Losha nel 1374, i despotati Albanesi d'Arta e Angelocastron furono riunito sotto il dominio del Despotato Gjin Bua Shpata. Il territorio di questo Despotato cominciava nel Golfo di Corinto fino al fiume Acheronte nel nord. Il Despotato d'Epiro, appena a nord del Despotato d'Arta,  riuscì a controllare in questo periodo solamente la parte est dell'Epiro, insieme a Vagenetia (Thesprotia). La sua capitale era Ioannina.